# Андрей Критский
Известен также преподобномученик VIII века Андрей Критский.
Андре́й Кри́тский (греч. Ἀνδρέας Κρήτης, или Андре́й Иерусали́мский, греч. Ανδρέας ο Ιεροσολυμίτης; ок. 660, Дамаск — 4 июля 740, Эресос, остров Лесбос) — православный богослов, проповедник и гимнограф, архиепископ Гортинский (Крит). Считается, что он изобрёл или по крайней мере впервые ввёл в византийскую литургическую службу саму форму канона. Авторству Андрея Критского приписывается около 70 канонов.
Канонизирован в лике святителей, в Православной церкви память совершается 4 (17) июля.

## Жизнеописание
Андрей Критский родился в Дамаске у родителей-христиан. Согласно его житию, он был немым от рождения до семилетнего возраста, когда чудесным образом исцелился, приняв причастие. С этого времени он начинает изучать Священное Писание и богословские науки. В возрасте 14 лет Андрей поступил в монастырь преподобного Саввы Освященного возле Иерусалима, где быстро заслужил уважение, ведя строгую монашескую жизнь. Андрей Критский позднее был назначен архидиаконом и специальным посланником патриарха Иерусалимского на VI Вселенском соборе. На соборе Андрей успешно противоборствовал еретическим учениям, обнаруживая не только всестороннюю образованность и глубокое знание догматов Церкви, но и высокий дух благочестия. Вскоре после собора он был отозван из Иерусалима в Константинополь и поставлен архидиаконом при церкви Святой Софии.
В правление императора Юстиниана II Андрей был рукоположён в архиепископа города Гортины на Крите. Здесь он раскрывается как проповедник и поэт. Проповеди Андрея Критского отличаются высоким слогом и гармоничной фразой, что позволяет говорить о нём как об одном из выдающихся церковных ораторов Византийской эпохи.
Скончался святитель 4 июля 740 года в деревне Эресос на острове Лесбос, возвращаясь на Крит из Константинополя, куда он отправлялся по делам Церкви. Его погребли в церкви Святой Анастасии (позднее её освятили во имя святого Андрея). Позже мощи Андрея Критского были перенесены в Константинополь. В 1350 году русский паломник Стефан из Новгорода видел их в монастыре св. Андрея Критского в Константинополе.
По данным исторических источников, Андрей Критский известен как сочинитель текстов и мелоса ирмосов, самогласных тропарей и самогласных стихир, которые сохранились в рукописных и печатных Ирмологиях, Минеях, Триодях, Стихирарях, Феотокариях.
Помимо Великого покаянного канона святителю принадлежит авторство на каноны, посвящённые главным византийским церковным праздникам, большинство из которых включено в современные богослужебные книги: каноны на Рождество Христово, Богоявление, Сретение, Благовещение, Пасху, Преображение, Рождество Богородицы, Зачатие святой Анны, Рождество Иоанна Предтечи, Усекновение главы Иоанна Предтечи, на дни памяти святых Маккавеев, поклонения веригам апостола Петра, святителей Григория Богослова и Иоанна Златоуста и на день обретения его мощей, великомученика Георгия, мученика Кодрата, святителя Игнатия Богоносца, святой Фёклы, святителя Николая, святого Патапия, а также каноны, трипеснецы, четверопеснец и самогласные стихиры на многие дни цикла Постной и Цветной Триоди.

## Великий покаянный канон
Андрей Критский известен как автор Великого покаянного канона, текст которого находится в Триоди постной и состоит из 250 тропарей (строф) и считается самым длинным каноном из существующих. По мнению протопресвитера Александра Шмемана, этот канон «можно описать как покаянный плач, раскрывающий нам всю необъятность, всю бездну греха, потрясающий душу отчаянием, раскаянием и надеждой».

### В музыке
Великий покаянный канон Андрея Критского издревле на Руси был положен на музыку (многоголосие). Отрывки из него исполняются многими исполнителями духовной музыки.
Иеромонах Роман в 1990-х годах написал стихи и песню «О Андрее, Отче преблаженний, пастырь Критский, я к тебе молю…».